# قاسم افشار (خواننده)
قاسم افشار بوذرجمهری (زادهٔ ۱۳۴۴) خواننده موسیقی پاپ ایرانی است. تک‌آهنگ «وقف پرنده‌ها» که میانهٔ دهه ۷۰ خورشیدی با صدای او منتشر شد، نخستین اثر رسمی اجرا شده توسط قاسم افشار است.

## زندگی‌نامه

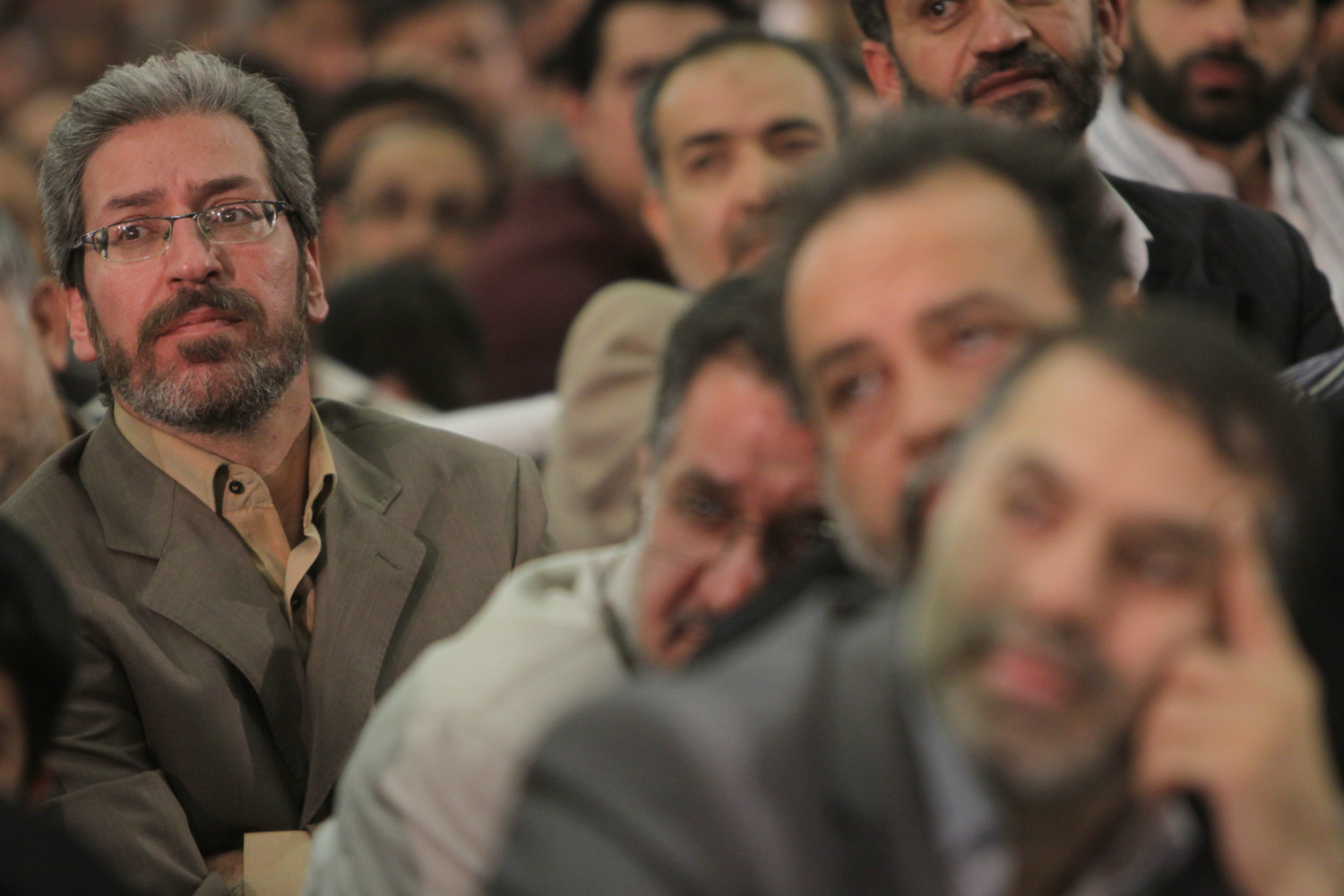
قاسم افشار در «دیدار فعالان عرصه هنر دفاع مقدس» با سید علی خامنه‌ای

قاسم افشار در سال ۱۳۴۴ در تهران خیابان مولوی متولد شد. در نوجوانی به موسیقی و خوانندگی علاقمند شد. از ۲۰ سالگی به‌طور جدی خواندن و نواختن را آغاز کرد. در سال ۱۳۷۶ به مرکز موسیقی صدا و سیما تحت مدیریت علی معلم دامغانی و قائم مقامی فریدون شهبازیان مراجعه و در آزمون خوانندگی پذیرفته شد.
پس از مدتی ترانه «وقف پرنده‌ها» به آهنگسازی اکبر آزاد، تنظیم بهروز صفاریان و ترانه‌سرایی محمدعلی شیرازی در اختیار او قرار گرفت. این ترانه نخستین اثر رسمی وی بود که ضبط و از صدا و سیما پخش شد. او از نخستین خوانندگان موسیقی پاپ پس از انقلاب ۱۳۵۷ ایران است.

## آلبوم
- فصل آشنایی (۱۳۷۷) (آلبوم مشترک)
- نازنین (۱۳۷۸) (آلبوم مشترک)
- خواب گریه‌ها (۱۳۷۸)
- قرمزته (۱۳۷۹)
- بغض (۱۳۷۹) (آلبوم مشترک)
- امیر (۱۳۸۰) (آلبوم مشترک)
- کویر (۱۳۸۰) (آلبوم مشترک)
- رنگاهنگ (۱۳۸۰) (آلبوم مشترک)
- گلایه (۱۳۸۰) (آلبوم مشترک)
- ستارگان (۱۳۸۰) (آلبوم مشترک)
- برای خاطر تو (۱۳۸۱)
- بازیگر (۱۳۸۳)

## تیتراژ
از جمله تیتراژ فیلم و سریال‌هایی که قاسم افشار اجرا کرده است به موارد زیر می‌توان اشاره کرد:
- فردا دیر است به آهنگسازی داریوش تقی پور  ۱۳۷۷ و ترانه‌سرایی محمد آزرم[۴][۵]
- فقط به خاطر تو به آهنگسازی محمدمهدی گورنگی و ترانه‌سرایی افشین یداللهی ۱۳۸۲[۶][۷]
- تب سرد به آهنگسازی پیروز ارجمند و ترانه‌سرایی افشین یداللهی ۱۳۸۳[۸]
- کمکم کن به آهنگسازی محمدمهدی گورنگی و ترانه‌سرایی افشین یداللهی ۱۳۸۳[۹]
- عروس فراری به آهنگسازی سعید شهرام و ترانه‌سرایی حسن انصاریان ۱۳۸۳[۱۰]
- به خاطر من به آهنگسازی محمدمهدی گورنگی و ترانه‌سرایی اصغر واحدی حسینی‌نژاد ۱۳۸۵[۱۱]
- خسته دلان به آهنگسازی ناصر چشم‌آذر و ترانه‌سرایی سیروس الوند ۱۳۸۸[۱۲][۱۳]

## ترانه‌شناسی

### بغض -۱۳۷۹ [خوانندگان مختلف] (به یادواروژان)
|   | نام ترانه  | خواننده    | ترانه‌سرا     | آهنگساز       | تنظیم         |
| - | ---------- | ---------- | ------------ | ------------- | ------------- |
| ۱ | راز        | قاسم افشار | افشین سرفراز | داریوش تقی‌پور | داریوش تقی‌پور |
| ۲ | خواب مریم  | قاسم افشار | افشین سرفراز | داریوش تقی‌پور | داریوش تقی‌پور |
| ۳ | آخرین فرصت | قاسم افشار | افشین سرفراز | داریوش تقی‌پور | داریوش تقی‌پور |

## تک آهنگ‌ها
| نام ترانه    | ترانه‌سرا        | آهنگساز          | تنظیم           |
| ------------ | --------------- | ---------------- | --------------- |
| بغض خاک      | بابک صحرایی     | ناصر چشم‌آذر      | ناصر چشم‌آذر     |
| ترنج         | بابک صحرایی     | امین قباد        | میلاد اکبری     |
| نگو نمیشه    | بابک صحرایی     | تورج شعبانخانی   | بهرنگ قدرتی     |
| قهوه با تو   | بابک صحرایی     | امیرعباس حسن‌زاده | میلاد اکبری     |
| افتخار       | امیرمهیار صابری | بهادر رحمانی جو  | بهادر رحمانی جو |
| واسه بار آخر | علی ادریس زاده  | امیر شاهرخی      | امیر شاهرخی     |
| خدانگهدار    | امیر شاهرخی     | امیر شاهرخی      | امیر شاهرخی     |